# 漢森維爾鎮區 (明尼蘇達州林肯縣)
漢森維爾鎮區（英語：Hansonville Township）是位於美國明尼蘇達州林肯縣的一個行政鎮區，得名自明尼蘇達州立法委員約翰·漢森（John Hanson）。

## 地方資料
漢森維爾鎮區的面積為87.49平方千米，當中陸地面積為86.63平方千米，而水域面積為0.85平方千米。根據2020年美國人口普查的數據，當地共有人口81人，而人口密度為每平方千米0.93人。